# 乌拉草
乌拉草（学名：Carex meyeriana），也称“靰鞡草”，是莎草科薹草属的植物；曾被誉为中国东北三宝之一。

## 形态
多年生草本，紧密丛生，灰绿色，地上秆直立，三棱形，纤细坚硬；线性叶片，边缘外卷粗糙；小穗2～3个，聚生在茎的上部，顶生1个圆柱形雄性小穗，侧生卵形雌性小穗，苞片最下部的刚毛状，上部的鳞片状。

## 分布
主要生长于中国的辽宁省、吉林省、黑龙江省和内蒙古自治区境内的呼伦贝尔市、兴安盟、通辽市和赤峰市及外兴安岭以南（包括库页岛）的森林、草甸或沼泽地区。

## 用途
乌拉草具有保暖防寒的作用，可以用来填充在靰鞡鞋中。
烏拉草一般是用來當清熱利濕的草藥。主治淋症、濕疹、尿道炎、乳靡尿、腎臟炎、結石等泌尿系統發炎及其相關的疾病；有些人誤以為是壯陽藥，這點需要訂正。